# Joël Broustail
Joël Broustail, né le 10 janvier 1962, est un universitaire français. Professeur des universités en Sciences de gestion à Sorbonne-Université, ses thèmes de recherche concernent l’histoire des organisations, l’histoire des entreprises, de l’innovation et des techniques.

## Biographie
Ancien élève de l’École normale supérieure, il étudie l’histoire à l’Université de Paris-Sorbonne (Paris IV) et l’économie à l’Université de Panthéon-Sorbonne (Paris I). Agrégé d'histoire, titulaire d’un doctorat HEC Paris, et d’une habilitation de l’Université de Panthéon-Sorbonne, il est également agrégé de Sciences de gestion.
De 1991 à 1993, Joël Broustail enseigne à l’ESCP (École supérieure de commerce de Paris — Europe) puis, après quatre années comme chargé de mission au cabinet du Ministre de l'Éducation nationale (1993-1997), à l’Université de Paris-Sorbonne comme professeur des universités (depuis 1996). Il est également membre statutaire de l'unité de recherche associée au CNRS 'Sorbonne Identités, Relations Internationales et Civilisations de l'Europe'.
Il a exercé différentes responsabilités en Asie du Sud-Est, de 1998 à 2008, en Thaïlande puis au Viêt Nam, pour le compte de la Chambre de commerce et d'industrie de Paris (CCIP) puis du Ministère des Affaires étrangères.
Il a également enseigné au sein de différentes universités dans le monde, notamment comme professeur visitant à l’Asian Institute of Technology (AIT).
Il est l’auteur d’une vingtaine de publications, portant sur l’histoire des religions (les phénomènes minoritaires dans le Protestantisme), l’histoire de l’innovation et des entreprises et les spécificités du développement technologique, économique et humain de l’Asie. Dans un ouvrage sur l’Histoire de Citroën, Citroën ou 80 ans d’antistratégie, il souligne l’articulation de la stratégie innovatrice de la marque pendant l’ère Michelin (1934-1974) sur un véritable « messianisme technologique ». 
Ses travaux, à la convergence de l’Histoire et des théories de l’organisation, analysent en particulier les dynamiques identitaires et les processus de décision, notamment les phénomènes d’idéalisation ou d’accusation collective.

## Publications

### Ouvrages
- Citroën et le citroënisme : essai historique sur la passion automobile et l'innovation, Paris, Au Pont 9, 2020  (ISBN 9791096310609).
- La formation des élites managériales en Asie du Sud-est de 1950 à nos jours : Cambodge, Laos, Thaïlande, Viêt-Nam, Entreprises et Histoire, Paris, Éditions ESKA,  (ISBN 2747210162), décembre 2005[6].
- France-Japon des années cinquante à nos jours : d’un pionnier technologique à l’autre. Choix technologiques comparés des constructeurs français et japonais, Forum franco-japonais, Société Franco-Japonaise des Techniques Industrielles, Tokyo, octobre 2005.
- Les fusions dans l’industrie automobile européenne des années 1950 à nos jours (avec R.Greggio) dans Reasons and Variety of M&A Process, Paris, GERPISA, 2004.
- Le management stratégique de l'innovation (avec Frédéric Fréry), Dalloz,  (ISBN 2247014720), Paris, 1993.
- Citroën, essai sur 80 ans d'antistratégie (avec Rodolphe Greggio), Paris, Vuibert, 2000  (ISBN 2-7117-7818-5)[7].

### Articles et principales communications
- Histoire du Darbysme en Béarn, dans Réforme et Révocation en Béarn, Pau 1986.
- La rénovation du centre de Boston : un exemple de gestion publique, dans Acta Geographica, Paris, 1989.
- La destinée paradoxale de l'automatisme, dans Technique et culture, Paris, décembre 1991[8].
- De l'histoire à l'identité d'entreprise : quelque cas (Hachette, Indosuez, Rhône-Poulenc, Générale des Eaux), dans Entreprise et histoire, Paris, 1992.
- Les entreprises ont-elles besoin d'une histoire ?, dans Entreprise et histoire, Paris, 1992.
- L'éternel retour de l'automatisme, dans Culture technique, Paris,  (ISSN 0223-4386), 1992.
- Rétrospective technologique et management de l'innovation dans l'industrie automobile, communication au séminaire Condor (École polytechnique (France)-ESCP), Paris, 1992[9].
- Un exemple d'approche historique et comparative en marketing de l'innovation : la diffusion des transmissions automatiques, dans Recherche et applications en marketing (RAM), Paris, 1993.
- Citroën pendant l'ère Michelin : un modèle de management atypique, dans Histoire et épistémologie du management, L'Harmattan, Paris, 1994[10].
- La stratégie revisitée par l'histoire : Citroën ou les limites stratégiques de l'innovation, communication à la Conférence internationale de gestion stratégique, Paris, oct. 1992.
- La transférabilité des outils de gestion du privé au public, dans Le Maire Entrepreneur, Presse universitaire de Pau, 1997.
- Success and Failure in Research and Technology, dans The European Business Environment, en collaboration avec Frédéric Fréry, R. Crashaw ed., Londres, 1997.
- Les relations technologiques franco-américaines : le cas des boîtes automatiques, communication au colloque sur les relations franco-américaines, Fondation Singer-Polignac, Paris, novembre 1998.
- L'approche historique en Marketing, dans Faire de la recherche en marketing (sous la direction de Bernard Pras), FNEGE, Paris, 1999 [11].
- Citroën, une entreprise pas comme les autres, dans L'Histoire, Paris, octobre 2000.
- L’influence américaine sur la politique de produit de Citroën de 1919 à 1975, dans Transdisciplinarité : fondements de la pensée managériale anglo-saxonne ?, Economica, 2002.
- Strategies for Growth, dans MEED (Middle East Economy Development), 22 septembre 2013 [12]. Consulté le 20 janvier 2019